# Friedrich Karl Julius Schütz
Friedrich Karl Julius Schütz, född den 31 maj 1779 i Halle, död den 4 september 1844 i Leipzig, var en tysk historiker, son till Christian Gottfried Schütz.
Schütz studerade i Jena, blev 1801 privatdocent och 1804 professor i filosofi i Halle, ledsagade från 1811 sin hustru, skådespelerskan Henriette Hendel, på hennes konsertresor och uppträdde själv på scenen. Efter skilsmässa bodde han som privatlärd i Hamburg och Leipzig.